# Xã Little Texas, Quận Craighead, Arkansas
Xã Little Texas (tiếng Anh: Little Texas Township) là một xã thuộc quận Craighead, tiểu bang Arkansas, Hoa Kỳ. Năm 2010, dân số của xã này là 198 người.